# 우분투
우분투(Ubuntu, (/ʊˈbʊntuː/)는 영국 기업 캐노니컬이 개발, 배포하는 컴퓨터 운영 체제이다. 데비안 리눅스를 기반으로 개발되며, 데비안에 비해 '사용자 편의성'에 초점을 맞춘 리눅스 배포판이다.
일반적으로 매 6개월마다 새로운 판이 공개되며, 장기지원판(LTS)은 2년에 한 번씩 출시된다.
우분투라는 이름은 창업자 마크 셔틀워스의 고향 남아프리카 공화국의 건국 이념인 우분투 정신에서 유래했다. 남아프리카 성공회의 데즈먼드 투투 대주교에 따르면 반투어 우분투에는 일일이 옮기기 힘들 정도로 많은 뜻이 담겨있지만, 캐노니컬은 "타인을 향한 인간애(humanity to others)", 또는 "네가 있으니 내가 있다(I am what I am because of who we all are)"라는 의미로 사용한다.
2012년 기준으로 온라인 설문 조사 결과에 따르면 우분투는 개인용 데스크톱과 노트북에서 가장 인기있는 리눅스 배포판이다.

## 개발
우분투의 개발은 캐노니컬의 CEO인 마크 셔틀워스가 시작했으며 현재 우분투의 개발 주체는 우분투 재단이다. 우분투의 구성 요소는 여러 개발자들이 팀을 이루어 만들고 있으며 우분투 재단이 이를 합쳐 사용하기 쉽게 만드는 역할을 하고 있다. 소프트웨어의 설치 및 업데이트 방식은 터미널을 사용하는 데비안의 APT등 뿐만 아니라 그놈의 어플리케이션 매니저 GUI 환경도 사용하고 있다.

## 특징
우분투는 배포판을 수정하거나 수정한 것을 재배포할 수 있는 자유 소프트웨어로, 지금까지 수많은 변형 배포판이나 공식 지원하지 않는 창 관리자를 데스크톱으로 하는 배포판들이 나왔다. 우분투의 기본적인 철학, 즉 전 세계의 사람 누구나 어렵지 않게 리눅스를 사용하자는 표어에서 알 수 있듯이, 기본적으로 세계의 다양한 언어를 지원하고 그다지 높은 사양의 컴퓨터가 필요하지 않다.
우분투는 사용자가 손쉽게 운영 체제를 설치하고 사용할 수 있도록 설계되었다. 이를테면 7.10의 경우 CD를 넣고 시동한 다음, 일곱 단계만 거치면 바로 사용할 수 있도록 설치된다. Dapper(6.06) 버전부터 데스크톱 CD에는 유비퀴티가 들어 있어 컴퓨터의 재시동 없이 데스크톱 CD를 구동하는 동안 우분투를 시스템에 설치할 수 있는 기능이 있다. 또한 아직까지 그래픽 카드에 따라 데스크톱 관리자가 시동이 되지 않는 경우가 많기 때문에 텍스트 기반에서 설치를 할 수 있는 얼터너티브 CD를 따로 배포한다. 버전 11.04부터는 유니티가 기본 데스크탑으로 탑재된다. 그리고 20.04 현재 그놈이 기본 데스크탑이다.
또한 데스크톱 USB, CD 자체에서 처음 실행할 때 'Ubuntu 체험하기' 메뉴를 통해 라이브 CD 상태로 사용할 수 있다. (6.06 이전 버전에서는 설치 시디와 라이브 시디가 분리되어 있었다.) 라이브 CD를 통해서 컴퓨터의 하드디스크를 건드리지 않고, CD를 통해 부팅하여 우분투를 어느 정도 이용할 수 있다. 이를테면 파이어폭스를 통한 웹 브라우징이나 같이 포함되는 여러 가지 게임 등을 실행할 수 있으며, 데이터는 저장되지 않는다. 이 상태에서 설치 아이콘을 클릭하면 간단히 설치할 수 있다. USB 플래시 드라이브를 이용하여 라이브 USB를 만들 수도 있으며, 라이브 CD와 동일하게 USB만으로 우분투를 사용할 수 있으며, 라이브 USB 생성시 설정에 따라 사용 데이터를 USB에 저장할 수 있다. 또한 CD지원이 중단될 예정이다.
또한 시스템 관리 작업에서 sudo 도구를 사용한다는 점이 있다. sudo는 사용자가 자신의 암호를 이용해 시스템 관리 권한을 얻어 작업을 진행할 수 있도록 인증한다. 따라서 관리 작업을 하기 위해 root 사용자의 암호를 따로 만들지 않아도 되고, 여러 사용자가 관리를 위해 root 암호를 공유함으로써 생길 수 있는 잠재적인 보안 문제를 예방할 수 있다. 우분투에서는 1회 sudo 인증이 완료되면 기본적으로 5분 동안 다시 인증하지 않고도 시스템 관리를 계속할 수 있다. 또한, '제한된 장치 관리자'를 사용할 수 있는데, 이것을 통해 사용자는 드라이버를 번거롭게 직접 설치하는 과정을 거칠 필요없이 버튼을 몇 번 누르는 것으로 장치를 설정할 수 있다. 7.10 이후부터는 자동으로 제한된 장치 드라이버를 검색해 적용해 준다. 그래픽 카드 드라이버의 경우 설치하면 기능이 비정상적으로 작동할 가능성이 있기 때문에 사용자에게 드라이버를 설치할 것인지를 물어본다.
우분투는 기본 시스템 도구 뿐만 아니라 LibreOffice(구 버전의 오픈오피스를 대체), 파이어폭스 웹 브라우저, 김프(10.04부터는 기본으로는 미설치, 공식 저장소로서 다운로드 가능) 그림 편집기, 에볼루션(메일/일정 편집기), 엠퍼시(메신저), Gwibber(마이크로블로그 관리)도 함께 기본으로 제공한다. 장애인을 위한 도우미 기능과 국제화(다국어, 유니코드 지원) 관련 기능도 빼놓지 않았다. 7.04 버전부터는 저작권이 있는 파일 포맷에 대해 사용자가 동의하면 자동으로 설치해 주는 기능이 추가되었다.

## 우분투 서버 환경
우분투 서버는 우분투 데스크탑 버전과 같은 APT 저장소를 사용하는 서버 버전 우분투를 가리킨다. 우분투 데스크탑 버전과의 다른 점은 X 윈도 환경이 서버판에서는 존재하지 않는다는 것이다. (유니티, GNOME, KDE, XFCE 등을 사용해 수동으로 설치할 수는 있다.) 서버판은 설치 과정에서 그래픽 인터페이스(GUI) 대신 커맨드 라인 인터페이스(CLI)를 사용한다. 또한 설치 후에도 CLI 환경만 설치되며 GUI 환경은 설치에서 제외된다. 한편 우분투 GUI 데스크탑 환경 역시 CLI 네트워크 환경 위에서 작동하도록 설계되어 있으므로 우분투 데스크탑 환경에서도 CLI 네트워크 환경(서버 환경)을 경험할 수 있도록 설정할 수 있다. 최근에는 서버와 데스크톱의 커널을 달리하지 않고 통일이 되었다.

## 패키지 분류와 지원
우분투에서 사용할 수 있는 모든 소프트웨어 패키지는 소프트웨어의 사용권(라이선스)과 지원 여부에 따라 다음 4가지로 분류된다.
|        | 자유 소프트웨어 | 비자유 소프트웨어 |
| 지원   | Main            | Restricted        |
| 미지원 | Universe        | Multiverse        |

### 버전 역사
우분투 버전에는 각각 다른 코드명을 부여받는다. 한편 코드명은 두 단어로 조합되며 2단어의 앞글자는 지금까지 항상 같다.

### 바탕화면 컴피티션
'그놈 바탕화면 콘테스트'와 유사한 '우분투 바탕화면 컴피티션'(Ubuntu Wallpaper Competition)은 2011년 11.04버전(코드명 'Natty Narwhal')을 전후해서 본격적으로 시행되었다. 2019년에는 우분투19.10버전(코드명-Eoan Ermine) 바탕화면 컴피티션을 시행하고 최고의 걸작을 투표한 바 있다.

## 시스템 요구 사항
- 데스크톱 판은 18.04 LTS부터 AMD64 아키텍처만을 지원한다.[12] 이전 버전은 i386도 지원한다. 이후부터는 우분투 마테(ubuntu mate)팀에서 싱글보드 기반 컴퓨터, 워크스테이션급, 저사양 컴퓨터 등 다양한 환경의 필요성에 대응하는 CPU 아키텍처의 데스크톱 환경 버전을 관리한다.[13]
- 서버 판은 SPARC 아키텍처[14][15], x86과 AMD64만 지원했으나 18.04 LTS부터 x86, x86-64, ARM 아키텍처 ARM v7, ARM 64, 파워8과 IBM ESA/390를 공식적으로 지원한다.[16]
- 파워PC, IA-64 (아이테니엄) 그리고 플레이스테이션 3 아키텍처의 비공식 지원도 있다. 이런 지원은 관련 커뮤니티에서 활성화 되어 있다.[17] 플레이스테이션 3에서는 시스템 소프트웨어 버전 3.21(2010년 4월 1일 출시)부터 보안상의 이유로 다른 시스템 설치 지원을 중지하였다.

|                       | 데스크톱 & 노트북 | 데스크톱 & 노트북 | 서버            |
|                       | 최소              | 권장              |                 |
| --------------------- | ----------------- | ----------------- | --------------- |
| CPU                   | 700 MHz(x86)      | 2 GHz(AMD64)      | 300 MHz (AMD64) |
| 메모리                | 512MB             | 2GB               | 256 MB          |
| 하드 디스크 여유 공간 | 5 GB              | 25 GB             | 1.5 GB          |
| 그래픽 카드           | VGA 1024×768      | VGA 1024×768      | VGA 640×480     |

최소 사양에도 못 미치는 컴퓨터의 경우 우분투가 요구하는 것보다 절반 정도의 램과 하드 드라이브 여유 공간만 있어도 가능한 Xfce를 사용하는 주분투를 설치할 것을 권장하고 있다.

## 기본 구성 어플리케이션
우분투는 18.04 LTS 버전 이후부터 본격적으로 그놈 데스크탑 환경을 사용하며, 기본으로 설치 및 제공하는 응용 소프트웨어로는 파일 관리자인 노틸러스, 웹브라우저로는 파이어폭스, 오피스 문서 프로그램으로는 리브레 오피스, 소프트웨어 설치 및 업데이트로는 역시 그놈의 소프트웨어 매니저인 그놈 소프트웨어인 '우분투 소프트웨어'에 기반하는 우분투 소프트웨어 센터' 그리고 터미널로는 역시 그놈 터미널, 음악 프로그램으로는 리듬박스 그리고 한글입력기로는 ibus가 있으며 이들 외에도 다양한 오픈소스 어플리케이션들을 추가적으로 선택해서 쓸 수 있다. 한편 상단 메뉴바 이외에 독(dock)이라고 부르는 바탕화면에서 노출되는 앱관리 바(bar)를 제공하며 커스터마이징 설정도 터미널에서뿐만 아니라 별도 프로그램으로도 지원한다.

### 우분투 소프트웨어 센터
특히 우분투 소프트웨어는 터미널에서의 응용 소프트웨어 실행 이름을 참고할 수 있으며 또한 헬프(우분투 Desktop Guide)는 도움말 뿐만 아니라 GUI 환경 차원에서 우분투 데스크톱 환경 전체를 개괄하고 직접적인 접근 및 실행을 위한 잘 짜여진 구조에서 이들 정보를 제공한다. 이러한 서비스 제공의 구현은 캐노니컬 및 우분투재단이 운영하는 우분투 소프트웨어 센터의 서버 및 저장소 기능과 밀접한 관련이 있다.
또한 설치 소프트웨어의 무결성을 검증하는 체크 단계와 프로그램 실행을 위한 연동시의 키링을 위한 키링매니저를 지원한다.

### 우분투 소프트웨어 업데이터
시큐리티(보안) 및 주요 권장 어플리케이션(파이어폭스 브라우저 등)에 대한 우분투 소프트웨어 업데이터의 주기적인 자동 업그레이드 실행은 디폴트 환경 설정사항의 경우에서 사용자 리소스를 할당받음으로써 매우 많은 부하를 때때로 넘겨줄 수 있다.

## 바탕화면
우분투는 바탕화면에서 하드웨어적으로는 듀얼모니터 등 다중모니터를 지원한다. 한편 소프트웨어적으로는 바탕화면 그래픽 이미지를 바탕화면의 실행화면에서 변경할 수 있도록 쉽게 접근하는 경로와 그리고 바로가기 아이콘이나 응용 프로그램인 어플리케이션의 아이콘을 실행파일의 프로퍼티(properties)에서 아이콘 버튼을 클릭함으로써 쉽게 변경할 수 있는 등의 다양한 간편 기능을 제공한다.

## 공공 및 민간 부문 홈페이지 이용
법원, 국세청 등 공공 부문을 위시해 시중은행 및 인터넷 쇼핑몰 등 다양한 인터넷 환경에서 로그인과 전자결제 등 서비스 이용에 대한 지속적인 지원이 제공되고 있으며 웹브라우저 및 스마트폰 연동 등 신기술도 개발 및 지원이 이루어지고 있다.

## 사용자 계정
우분투 원은 우분투를 사용하는 이용자를 위한 우분투 관련 인터넷 웹사이트 통합 아이디 계정이다. 어플리케이션에 대한 리포트등이나 개발자를 위한 서비스 및 로그인을 제공한다.

## 우분투를 바탕으로 만들어진 배포판
| Distribution | Distribution                   | Description |
| ------------ | ------------------------------ | --- |
|              | 쿠분투(Kubuntu)                | KDE 데스크탑 환경을 사용한 공식 우분투 변형판 |
|              | 루분투(Lubuntu)                | "lighter, less resource hungry and more energy-efficient"를 슬로건으로 내세운 공식 우분투 변형판 이 배포판은 LXQT 데스크톱 환경을 사용한다. 18.04 LTS 이하 버전에서는 LXDE를 사용했다. |
|              | 우분투 벗지                    | 벗지 데스크탑 환경 우분투 변형판 |
|              | 우분투 기린 (Ubuntu Kylin)     | 중국 시장을 노리기 위한 우분투 배포판 |
|              | 우분투 마테(Ubuntu MATE)       | An official derivative of Ubuntu using MATE, a desktop environment forked from the now-defunct GNOME 2 code base, with an emphasis on the desktop metaphor. |
|              | 우분투 서버                    | Ubuntu has a server edition that uses the same APT repositories as the Ubuntu Desktop Edition. The differences between them are the absence of an X Window environment in a default installation of the server edition (although one can easily be installed, including Unity, GNOME, KDE or Xfce), and some alterations to the installation process. The server edition uses a screen-mode, character-based interface for the installation, instead of a graphical installation process. This enables installation on machines with a serial or "dumb terminal" interface without graphics support. Since version 10.10, the server edition (like the desktop version) supports hardware virtualization and can be run in a virtual machine, either inside a host operating system or in a hypervisor, such as VMware ESXi, Oracle, Citrix XenServer, 마이크로소프트 Hyper-V, QEMU, a Kernel-based Virtual Machine, or any other IBM PC compatible emulator or virtualizer. Ubuntu 7.10 and later turn on the AppArmor security module for the Linux kernel by default on key software packages, and the firewall is extended to common services used by the operating system. - Has minimum requirements of: 512 MB RAM, 1 GHz CPU, and 1 GB disk space (1.75 GB for all features to be installed). - Runs on all major architectures – x86, x86-64, ARM v7, ARM64, POWER8 and IBM System z mainframes via LinuxONE. SPARC is no longer commercially supported. - Supports ZFS, a file system with snapshot capabilities, since Ubuntu 16.04 LTS. - Has LXD, a hypervisor to manage LXC Linux containers. - Includes the first production release of DPDK for line-speed kernel networking. - Uses Linux 4.4 kernel and systemd service manager. - Is certified as a guest on AWS, Microsoft Azure, Joyent, IBM and HP Cloud. - Netplan support (available since Ubuntu 16.04 LTS) - snap package manager - LVM encryption support It has up-to-date versions of key server software pre-installed, including: Tomcat (v8), PostgreSQL (v9.5), Docker v(1.10), Puppet (v3.8.5), Qemu (v2.5), Libvirt (v1.3.1), LXC (v2.0), and MySQL (v5.6). |
|              | 우분투 스튜디오(Ubuntu Studio) | 그래픽, 비디오, 오디오, 음악 작곡같은 멀티미디어 스튜디오를 위한 오픈소스 애플리케이션을 기본 제공하는 우분투 |
|              | 주분투(Xubuntu)                | Xfce를 사용하는 우분투 공식 배포판 주분투는 저성능 컴퓨터를 위한, 빠른 시스템에서 고효율 데스크탑 환경을 찾는 사람들을 위한 배포판이다. |

- 에듀분투(Edubuntu)
- 미스분투(Mythbuntu)
- 우분투 그놈(Ubuntu GNOME)
- 안드로이드용 우분투
- 우분투 모바일
- 우분투 터치
- 우분투 TV
- 리눅스 민트(Linux Mint)
- Elementary OS(엘레멘트리 OS)

## 라이브 USB지원
리눅스 배포판들은 운영체제 설치 미디어를 구운 USB를 PC에 꽂고 설치 없이 제한된 모드로 운영체제를 사용할 수 있다. 특히 우분투의 경우 일반 USB를 라이브 USB로 사용할 수 있게 해주는 '스타트업 디스크 크리에이터'(Startup Disk Creator) 프로그램을 공식 지원한다. 우분투 릴리즈 사이트에서 버전 선택후 ISO 파일을 다운로드했다면 이 프로그램을 이용해서 손쉽게 우분투 환경을 USB로 만나볼 수 있다. 미리보기 후 바로 설치 버튼을 눌러 설치를 시작할 수도 있다. 한편 우분투 LTS버전의 경우 우분투 정책에 의해서 18LTS 이후부터는 64bit(비트)만 지원하였으나 20LTS에서 다시 32비트 지원이 잠정적으로 확정된 바 있다.

## 윈도우즈 프로그램 실행
우분투등 리눅스에서 윈도우 프로그램을 직접 실행해주는 Bottles 프로그램이 있다.
무료 윈도우 10/11 ISO 파일을 다운로드 하여 우분투에서 KVM/QEMU 및 Virt-Manager 프로그램으로 다수의 윈도우 가상머신을 설치하여 이용가능하다. 그래픽 설정을 위해 virt-manager에서 기본적으로 QXL/SPICE가 추천 된다. 3D가속 성능을 위해서는 서드 파티 VirGL 윈도우 게스트 OS용 그래픽 드라이버도 있다. 최상의 그래픽 성능을 위해서는 GPU Full Passthough를 이용하면 된다.

## 같이 보기
- 리눅스
- 우분투 버전 역사
- 유니티 (사용자 인터페이스) / 그놈(GNOME)
- 노틸러스 - 기본 파일 관리자
- 우분투 TV - TV용 우분투
- 리브레 오피스 - 기본 오피스 제품군
- 토템(en:Totem (software)) - 기본설치 미디어 플레이어
  - VLC 미디어 플레이어
- 리듬박스 - 기본설치 오디오 플레이어
- 맥분투(Macbuntu)
- 우분투 기린
  - 기린 (운영 체제)
- 페도라
- 데비안
- 주분투